# Steyr Mannlicher
STEYR ARMS GmbH (do roku 2019 Steyr Mannlicher GmbH) je rakouský výrobce střelných zbraní, který existuje od roku 1864.

## Historie
Společnost se vrací k Österreichische Waffenfabriks-Gesellschaft (ÖWG); Předchůdce Steyr-Werke, který se transformoval na Steyr-Daimler-Puch AG v roce 1934. Inženýr Ferdinand von Mannlicher měl hlavní podíl na úspěchu Österreichische Waffenfabriks-Gesellschaft, protože se podílel na vývoji velmi úspěšné závěrové pušky (systém Mannlicher). Po smrti zakladatele ÖWG Josefa Werndla převzal Mannlicher společnost, která později dostala jeho jméno.
Krátce před první světovou válkou rozšířil Steyr-Mannlicher své kapacity a provozoval jedny z největších zařízení na výrobu a vývoj ručních zbraní na světě. V roce 1914 byla produkce již 4000 kusů denně; vyráběla se také vojenská kola a letecké motory. Pracovní síla se rozrostla na více než 15 000 zaměstnanců. Výroba zbraní se po první světové válce zastavila, ale krátce poté byla obnovena ve spolupráci se švýcarskou továrnou na náboje Solothurn AG.
Po anexi Rakouska v roce 1938 byly firmy začleněny do Reichswerke Hermann Göring a od té doby vyráběly zbraně pro Wehrmacht a Waffen-SS. Kromě asi 30 000 kmenových zaměstnanců byli při výrobě využíváni i vězni z koncentračního tábora Steyr-Münichholz (pobočka koncentračního tábora Mauthausen). Po druhé světové válce musela být zbrojní výroba opět zastavena. Po dohodě s vysokým komisařem USA však mohla být výroba loveckých zbraní od roku 1950 obnovena. Se zřízením Rakouské branné moci v roce 1955 byly znovu vyrobeny i vojenské zbraně.
Mannlicher je nejlépe známý pro své lovecké zbraně, jako je Mannlicher-Schönauer. I dnes je řada loveckých a sportovních zbraní Steyr-Mannlicher známá jako vysoce kvalitní produkty. Společnost přirozeně od počátku vyráběla velké množství vojenských zbraní, např. puška M95. Mezi moderní zbraně patří Steyr AUG, Steyr Elite nebo užitkové pistole M-A1 a S-A1.
Vývoz 800 odstřelovacích pušek Steyr HS .50 do Íránu přiměl Spojené státy k uvalení zbrojního embarga na společnost, které ale bylo již zrušeno. V roce 2007 Ozbrojené síly USA tvrdily, že u povstalců v Iráku našly 100 odstřelovacích pušek uvedeného typu. Společnost obvinění odmítla a hovořila o možných padělcích. Studie tuto verzi podporují.